# MPC控股
MPC控股，是一个总部位于塞尔维亚贝尔格莱德的控股公司。

## 历史沿革
1991年11月24日，塞尔维亚商人皮特·马蒂奇创建MPC控股公司。
2002年，MPC控股公司购下了位于新贝尔格莱德的105米高的乌希切塔，并对其进行了翻修，该塔在北约轰炸南斯拉夫期间部分受损。1964年到1990年，这座摩天大楼一直被用作南斯拉夫共产主义者联盟中央委员会的总部。2009年，价值1.5亿欧元、面积超过13万平方米的乌希切购物中心在乌希切塔附近开业。
2008年3月，MPC控股公司收购了位于萨拉热窝的假日酒店。

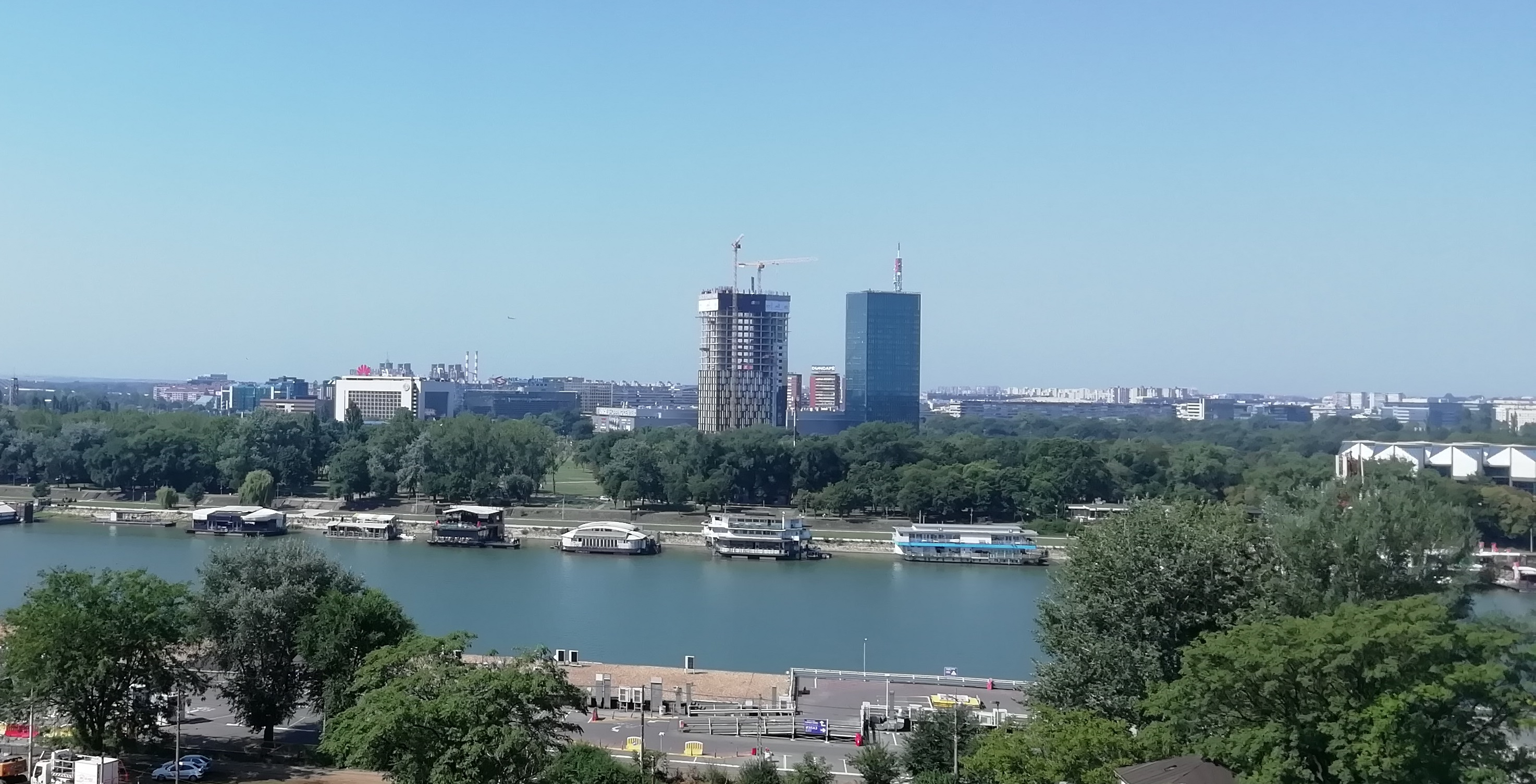
2019年8月正在建设的乌希切新楼

2016年3月，总部位于荷兰的阿特伯里欧洲投资集团（Atterbury Europe）收购了MPC控股的三分之一股份。2017年12月，MPC控股以4600万欧元的价格从墨卡托手中收购了墨卡托贝尔格莱德中心。
2018年1月，MPC控股宣布在乌希切塔旁边建造第二座摩天大楼，完工后将有103.9米高，设计公司为查普曼·泰勒建筑设计院，共耗资6500万欧元。2020年6月11日，新楼建筑正式对外开放。

## 子公司
MPC控股旗下的子公司主要都集中在首都贝尔格莱德，其中包括：
- Mercata d.o.o. Belgrade
- Plaza prima d.o.o. Belgrade
- MPC Air d.o.o. Belgrade
- Airfield d.o.o. Belgrade

## 外部来源
- 官方网站
- MPC Properties （页面存档备份，存于）
- MPC Holding d.o.o. （页面存档备份，存于） at bloomberg.com